# Rally Dakar 2001
Il Rally Dakar 2001 è stata la 23ª edizione del Rally Dakar (partenza da Parigi, arrivo a Dakar).

## Tappe
Nelle 21 giornate del rally raid furono disputate 20 tappe ed una serie di trasferimenti (circa 10.219 km), con 20 prove speciali per un totale di 6.180 km.

## Classifiche

### Moto
Hanno finito la gara 76 delle 133 moto iscritte.
| Pos. | Pilota              | Mezzo |
| ---- | ------------------- | ----- |
| 1    | Fabrizio Meoni      | KTM   |
| 2    | Jordi Arcarons      | KTM   |
| 3    | Carlo de Gavardo    | KTM   |
| 4    | Isidre Esteve Pujol | KTM   |
| 5    | Alfie Cox           | KTM   |
| 6    | John Deacon         | BMW   |
| 7    | Jimmy Lewis         | BMW   |
| 8    | Johnny Campbell     | Honda |
| 9    | Jean Brucy          | KTM   |
| 10   | Bernardo Villar     | KTM   |

### Auto
Hanno finito la gara 53 delle 113 auto iscritte.
| Pos. | Equipaggio                              | Mezzo           | Distacco     |
| ---- | --------------------------------------- | --------------- | ------------ |
| 1    | Jutta Kleinschmidt / Andreas Schulz     | Mitsubishi      | in 70.42'06" |
| 2    | Hiroshi Masuoka / Pascal Maimon         | Mitsubishi      | a 2'39"      |
| 3    | Jean-Louis Schlesser / Henri Magne      | Buggy Schlesser | a 23'29"     |
| 4    | Josep Maria Servia / Jean-Marie Lurquin | Buggy Schlesser | a 2.06'24"   |
| 5    | Carlos Sousa / Jean-Michel Polato       | Mitsubishi      | a 2.08'30"   |
| 6    | Jean-Pierre Fontenay / Gilles Picard    | Mitsubishi      | a 3.54'05"   |
| 7    | Stéphane Henrard / José Manuel Martinez | Volkswagen      | a 5.05'19"   |
| 8    | Grégoire de Mevius / Alain Guehennec    | Nissan          | a 6.29'59"   |
| 9    | Thierry de Lavergne / Jacky Dubois      | Nissan          | a 9.06'26"   |
| 10   | Laurent Bourgnon / Guy Leneveu          | Nissan          | a 13.58'08"  |

### Camion
| Pos. | Equipaggio                      | Mezzo    |
| ---- | ------------------------------- | -------- |
| 1    | Karel Loprais / Kalina          | Tatra    |
| 2    | Yoshimasa Sugawara / Suzuki     | Hino     |
| 3    | Peter Reif / Pichlbauer         | MAN      |
| 4    | François Marcheix / Genibrel    | Mercedes |
| 5    | Corrado Pattono / Plateau       | Mercedes |
| 6    | Bernard Malferiol / Sanz Castro | Mercedes |
| 7    | Jordi Juvanteny / Marco         | Mercedes |
| 8    | Hans Bekx / De Rooder           | Ginaf    |
| 9    | Joseph Petit / Dubucq           | Mercedes |
| 10   | José Pujol Creus / Legal        | Mercedes |